# Howard County (Indiana)
Howard County ist ein County im Bundesstaat Indiana der Vereinigten Staaten. Der Verwaltungssitz (County Seat) ist Kokomo.

## Geographie
Das County liegt im mittleren Norden von Indiana und hat eine Fläche von 761 Quadratkilometern, wovon zwei Quadratkilometer Wasserfläche sind. Es grenzt im Uhrzeigersinn an folgende Countys: Miami County, Grant County, Tipton County, Clinton County, Carroll County und Cass County.
Das County wird vom Office of Management and Budget zu statistischen Zwecken als Kokomo, IN Metropolitan Statistical Area geführt.

## Geschichte
Howard County wurde am 15. Januar 1844 aus Teilen des Carroll County, Cass County, Grant County, Hamilton County und des Miami County gebildet. Benannt wurde es nach Tilghman A. Howard, einem US-amerikanischen Staatsmann aus Indiana.
11 Bauwerke und Stätten des Countys sind im National Register of Historic Places eingetragen (Stand 2. September 2017).

## Demografische Daten

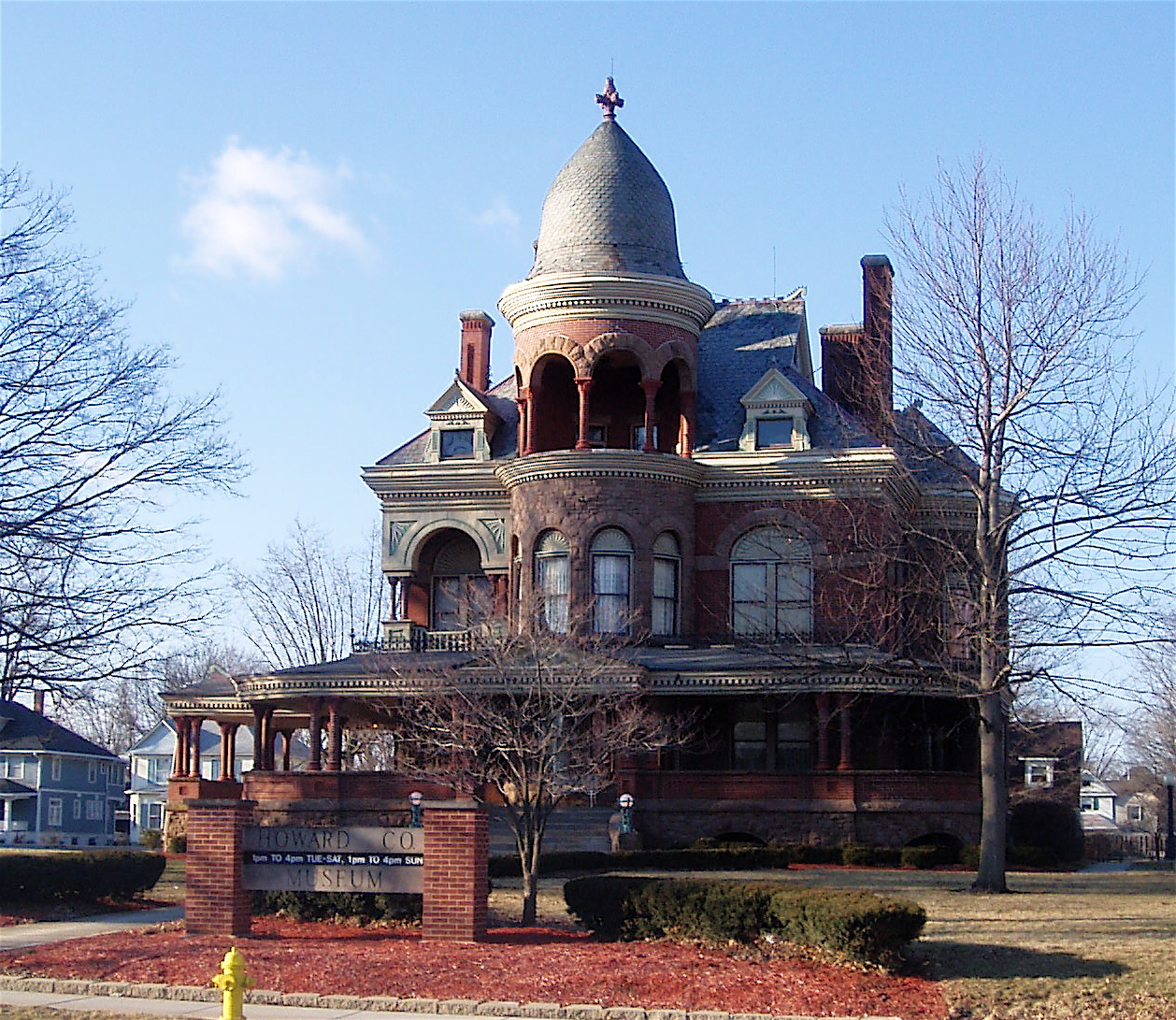
Seiberling Mansion, gelistet im NRHP

Nach der Volkszählung im Jahr 2000 lebten im Howard County 84.964 Menschen in 34.800 Haushalten und 23.559 Familien. Die Bevölkerungsdichte betrug 112 Einwohner pro Quadratkilometer. Ethnisch betrachtet setzte sich die Bevölkerung zusammen aus 89,73 Prozent Weißen, 6,55 Prozent Afroamerikanern, 0,36 Prozent amerikanischen Ureinwohnern, 1,01 Prozent Asiaten, 0,02 Prozent Bewohnern aus dem pazifischen Inselraum und 0,85 Prozent aus anderen ethnischen Gruppen; 1,49 Prozent stammten von zwei oder mehr Ethnien ab. 2,01 Prozent der Bevölkerung waren spanischer oder lateinamerikanischer Abstammung.
Von den 34.800 Haushalten hatten 31,3 Prozent Kinder unter 18 Jahre, die mit ihnen im Haushalt lebten. 52,7 Prozent waren verheiratete, zusammenlebende Paare, 11,5 Prozent waren allein erziehende Mütter und 32,3 Prozent waren keine Familien. 28,2 Prozent waren Singlehaushalte und in 10,3 Prozent lebten Menschen mit 65 Jahren oder darüber. Die Durchschnittshaushaltsgröße betrug 2,41 und die durchschnittliche Familiengröße lag bei 2,95 Personen.
25,6 Prozent der Bevölkerung waren unter 18 Jahre alt, 8,3 Prozent zwischen 18 und 24, 28,2 Prozent zwischen 25 und 44 Jahre. 24,6 Prozent zwischen 45 und 64 und 13,3 Prozent waren 65 Jahre alt oder älter. Das Durchschnittsalter betrug 37 Jahre. Auf 100 weibliche Personen kamen 93,7 männliche Personen. Auf 100 Frauen im Alter von 18 Jahren und darüber kamen 90 Männer.
Das jährliche Durchschnittseinkommen eines Haushalts betrug 43.487 USD, das Durchschnittseinkommen der Familien 53.051 USD. Männer hatten ein Durchschnittseinkommen von 43.767 USD, Frauen 26.566 USD. Das Prokopfeinkommen betrug 22.049 USD. 6,6 Prozent der Familien und 9,5 Prozent der Bevölkerung lebten unterhalb der Armutsgrenze.

## Orte im County
- Alto
- Cassville
- Center
- Darrough Chapel
- Greentown
- Guy
- Hemlock
- Indian Heights
- Jerome
- Judson
- Kappa Corner
- Kokomo
- New London
- Oakford
- Phlox
- Plevna
- Ridgeway
- Russiaville
- Shanghai
- Sycamore
- Vermont
- West Liberty
- West Middleton

Townships
- Center Township
- Clay Township
- Ervin Township
- Harrison Township
- Honey Creek Township
- Howard Township
- Jackson Township
- Liberty Township
- Monroe Township
- Taylor Township
- Union Township